# منسحب

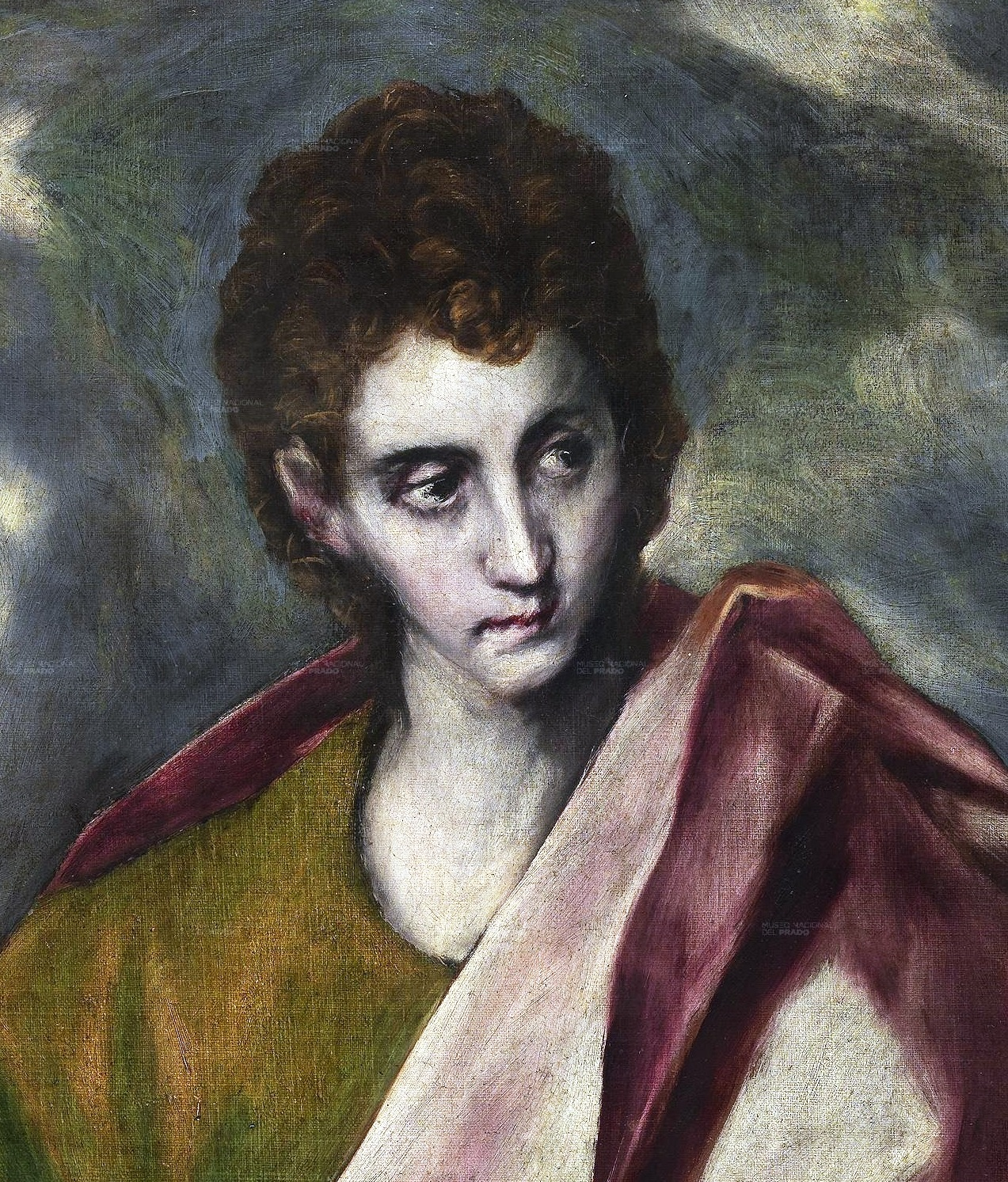

منسحب كلمة صيغت في الثلاثينيات من القرن التاسع عشر للإشارة إلى شخص انسحب من منظمة قائمة أو من يناصر الإصلاح السياسي.

## معلومات تاريخية
استخدم المصطلح لأول مرة أثناء الصحوة الكبرى الثانية للإشارة إلى مجموعة صغيرة من مؤيدي التحرير من العبودية الذين انشقوا عن الأورثوذوكسية الدينية، والذين انسحبوا من عدد من الكنائس القائمة لأن تلك الكنائس لم تصل إلى مراحل متقدمة كافية تجاه مسألة التحرير من العبودية. وقد لا ينضم المنسحب إلى كنيسة تتخذ موقفًا حياديًا تجاه مسألة العبودية، ولن ينصت لصالح أية حكومة تسمح بالعبودية أو يترشح لمنصب فيها أو يشارك فيها. وهذه العبارة مشتقة من آية الكتاب المقدس 2 كورنثوس 6:17 التي تقول «حيثما انسحب من بينهم، وأصبح منفصلاً، يقول الرب، ولا تلمس الشيء المتسخ؛ وسوف أتلقاك.»

### مناهضة المؤسسية وفقًا لجاريسون
ويليام ليويد جاريسون كان شخصية مؤثرة مؤيدة للتحرير من العبودية في بوسطن والذي أسس جمعية نيو إنجلند لمكافحة العبودية والجمعية الأمريكية لمكافحة العبودية في أوائل الثلاثينيات من القرن التاسع عشر. فلقد أيد جاريسون إنهاء العبودية على الفور بدلاً من انتهاج عملية تدرجية عبر نظام سياسي. وفي عام 1832 قام جاريسون بطباعة كراسة لمكافحة العبودية تحت اسم أفكار حول الاستعمار الإفريقي والتي تضمنت آية «انسحب من بينهم» من الرسالة الثانية إلى أهل كورنثوس واقتباس من الطبيب المبجل ثومسون من إدنبرة: والذي توفي حديثًا، «أن تقول إننا سننسحب فقط من الخطيئة بالتدريج - وأننا سنتخلى عنها ببطء وخطوة خطوة... فهذا يعني أننا سنسحق المطالب ذات الالتزام الأخلاقي...» في اتفاق نيو إنجلند لمكافحة العبودية عام 1836، اقترح جاريسون أن الكنائس المستعدة للمساعدة في الحرب على العبودية هي فقط الكنائس التي ينبغي أن تعتبر «الكنيسة الحقيقة والصحيحة للرب.» ولكن كان ينظر إلى هذا الرأي باعتباره رأيًا تقسيميًا، ومن ثم تمت تجربة وسائل أخرى حتى اتفاقية عام 1837 عندما تم تبني قرار يحث مؤيدي التحرير من العبودية بترك الكنائس غير المستجيبة، «الانسحاب من تلك الكنائس والانفصال عنها.» ولكن أحدثت أفكار جاريسون الراديكالية شرخًا قويًا في جميعات مكافحة العبودية، وتخلى الكل عن جاريسون ما عدا مجموعة مركزية مخلصة من مؤيدي التحرير من العبودية الذين هم على شاكلته. ثم بدأ إطلاق اسم «المنسحبين» على المجموعة القائمة في بوسطن.
استخدمت صحيفة جاريسون، زا ليبراتور في نشر أفكاره حول التحرير من العبودية ومناهضة المؤسسية. وكانت الصحيفة تنشر من وقت لآخر أخبارًا عن المنسحبين، بعضها منتقى من صحف أخرى. وفي عام 1851, اقتبس جاريسون مقالة تحت عنوان «المنسحبون في السجون» نشرت في زا بارنستابل باتريوت: «يحاكم الآن العديد من الأشخاص المضللين الضعفاء في بارنستابل جراء اعتدائهم على شرطي في غير وقت خدمته، وكنا قد نوهنا من قبل عن سلوكيات هؤلاء الأشخاص، فهذه المخلوقات المسكينة مختلين عقليًا ومن الصعوبة أن يتحملوا مسؤولية أفعالهم. ….فأنسب مكان لهذه الكائنات البائسة هو مستشفى الأمراض النفسية.» وعرض جاريسون رأيه بأن «هذه الكائنات المضللة المسكينة» كانت على نحو دقيق «تعمل في ظل حالة من الاختلال الديني.»
من المناطق الأخرى في الولايات المتحدة التي تزخر بـ «مناصري الانسحابية» كيب كود ونيوهامشير ونيويورك.

### الانسحاب وإصلاح الكنيسة
انقسم المنسحبون أنفسهم لاحقًا إلى المنسحبين الذين يعارضون أي مؤسسة على الإطلاق، مثل جاريسون، والمنسحبين الذين يؤمنون بإمكانية إصلاح النظم السياسية والكنائس لتصبح مؤسسات مكافحة للعبودية. انشق المنسحبون من غير فريق جاريسون من الكنائس الميثودية والكنيسة المعمدانية والمشيخية ليكونوا عقائد كنسية جديدة تخلو تمامًا من أية عبودية أو تركز على مكافحة العبودية. ولقد أظهرت اتفاقية مكافحة العبودية المعمدانية الأمريكية لعام 1840 هذه المسألة ووضحت الانقسام بين المعمدانيين. وتشكلت جمعية البعثات المجانية المعمدانية الأمريكية عام 1843 في بوسطن عندما قام 17 من الكنيسة المعمدانية بقيادة ويليام هنري بريسبين بترك الكنيسة لإنشاء جماعة إيفانجليكان لمكافحة العبودية والعنصرية مع إرسال بعثات إلي هاييتي وبورما وأفريقيا. جيمس جي بيرني وجيرت سميث كانا من بين من ترك الكنيسة المشيخية. وكانت الجمعية التبشيرية الأمريكية، جماعة لامذهبية، تشكلت عام 1846 ومعظم أعضائها من الكنيسة المشيخية والطائفية الذين لم يستطيعوا إشراك كنائسهم في الالتزام بمكافحة العبودية. وتم تنظيم رابطة ميثودية ويسليان عام 1843 وكبر حجمها لتضم ما يقرب من 15 ألفًا لا ينتمي معظهم إلى طائفة الميثودية. وبحلول عام 1850 بلغ عدد أعضاء المنسحبين من الكنائس، إلى جانب المنتمين إلى طوائف دينية مثل المعمدانية ذات الإرادة الحرة الذين عارضوا العبودية على مدار فترة طويلة، ما يقرب من 241 ألف عضو في أمريكا.

### مناهضة دفع الضرائب
اشترك المنسحبون في حركة مناهضة دفع الضرائب نظرًا لعدم رغبتهم في تمويل حكومة لا تعمل على إنهاء العبودية. استخدم كل من هنري ديفيد ثورو وأموس برونسون ألكوت آلية مناهضة دفع الضرائب في أسلوبهما. ولقد وصفت المدينة الفاضلة بروك فارم بأنها «مشروع منسحب».

## الأشخاص
- ماريا ويستون تشابمان
- ستيفن سيموندس فوستر نعت الرهبان بأنهم «أخوة من اللصوص».[12]
- تيموثي جيلبرت ترك الكنيسة المعمدانية التي لم تستجب له وانضم إلى الكنيسة المعمدانية الحرة في بوسطن.
- آبي كيلي تركت كنيسة جمعية الأصدقاء الدينية عام 1841, "لشعورها أنه من واجبها أن "تنسحب وتنفصل".[13]
- ويندل فيليبس[14]
- براكر بلسبيري[15]
- ناثنيل بي روجرز، بمجرد أن تعرف على عقيدة «الانسحاب» التزم بها أكثر من جاريسون.[7]